# Charles F. Walker
Charles "Chuck" Walker es un escritor estadounidense, el presidente de la Fundación MacArthur en Derechos Humanos Internacionales y profesor de historia latinoamericana en la Universidad de California, Davis. También se desempeña como director de su Instituto Hemisférico de las Américas. Sus intereses incluyen Perú, desastres naturales, movimientos sociales, políticas subalternas, comisiones de la verdad y deportes e imperios.

## Libros
En 1999, Walker publicó Smoldering Ashes: Cuzco y The Transition from Colony to Republic, 1780-1840 (Duke University Press, 1999), que fue traducido al castellano como 	De Túpac Amaru a Gamarra: Cuzco y la creación del Perú republicano (Centro Bartolomé). de Las Casas, 3 ediciones).
En 2008, publicó Shaky Colonialism: The 1746 Earthquake-Tsunami en Lima, Perú y sus Long Aftermath ( Duke University Press 2008), que según un crítico es "una brillante discusión sobre cómo los desastres naturales afectan no solo a la psique de los habitantes, sino también la forma en que los espacios sociales y las interacciones se repensan con miras a lograr el orden y el control social ". El libro fue traducido al castellano como Colonialismo en ruinas: Lima frente al terremoto y tsunami de 1746 (Instituto de Estudios Peruanos y IFEA, 2012)
En 2014, publicó The Tupac Amaru Rebellion ( Harvard University Press , 2014), una historia narrativa del levantamiento (1780-83), este fue traducido al castellano como La rebelión de Tupac Amaru  (Instituto de Estudios Peruanos, 2015). The Tupac Amaru Rebellion ganó el Premio Norris y Carol Hundley 2015, otorgado por la Rama de la Costa Pacífica de la Asociación Histórica Estadounidense.
También ha coeditado varios volúmenes en Perú, incluida una colección de sus ensayos, Diálogos con el Perú (FEP San Marcos, 2009). Fue co-traductor (con Carlos Aguirre y Willie Hiatt) de Buscando un Inca / In Search of an Inca ( Busco un Inca ) de Alberto Flores Galindo (Cambridge University Press, 2010). Su artículo, "Cuando el miedo en lugar de la razón domina: los sacerdotes detrás de las líneas en la rebelión Tupac Amaru (1780-1783)", ganó el Premio José María Arguedas de la sección de Perú en LASA, 2013

## Otros trabajos
Walker actualmente sirve en el Consejo Ejecutivo de la Asociación de Estudios Latinoamericanos (LASA), así como en consejos editoriales en Chile, Perú, España y los Estados Unidos. Es el editor de Andes para la Oxford Research Encyclopedia of Latin American History.